# Государственная стража (Белое движение)
Государственная стража — военизированный орган гражданского управления в 1919—1920 гг. на территориях, контролируемых Вооруженными силами Юга России. Выполнял функции политической, криминальной и территориальной полиции, совмещая в себе черты аппарата Министерства внутренних дел, жандармерии и территориальной армии. Создан 25 марта 1919 г. по инициативе главнокомандующего А. И. Деникина на основании «Временного положения о Государственной страже».
Деятельность Государственной стражи, близкой как по своей функциональности, так и с точки зрения организации, к Отдельному корпусу жандармов, базировалась на началах военной организации. Чины, состоявшие на службе в Государственной страже, считались находящимися на военной службе. Командующий Государственной стражей помощник начальника Управления внутренних дел В. П. Носович называл её «тыловой армией».

## Формирование аппарата государственного управления белого Юга
С расширением территории, на которую распространялась власть Добровольческой Армии, назрела потребность в организации управления на подконтрольных территориях. 3 октября 1918 г. в было принято «Положение об управлении областями, занимаемыми Добровольческой армией», написанное профессором права Петербургского университета К. Н. Соколовым. Согласно этому положению, вся власть на занятых территориях принадлежала главнокомандующему армии, а для содействия в вопросах управления учреждался совещательный орган — Особое совещание, председателем которого становился главнокомандующий. На занятых территориях восстанавливалось действие всех законов, существовавших до октябрьского переворота большевиков. 7 октября 1918, виду кончины генерала М. В. Алексеева, функции Верховного руководителя принял на себя генерал А. И. Деникин. Весной 1919 г. он продолжил работу по формированию государственного аппарата белой армии. В марте были утверждены законопроекты: «Временное положение о гражданском управлении в местностях, находящихся под управлением Главнокомандующего вооруженными силами Юга России», «Временное положение об общественном управлении городов», «Временное положение о выборах городских гласных» и «Временное положение о Государственной страже». С выходом войск ВСЮР на широкое оперативное пространство был издан приказ № 69 от 16 июня 1919 г. в котором подчеркивалось, что Особому совещанию, органам управления и суда и всем подлежащим ведомствам «до получения указаний о порядке осуществления государственной власти в областях», находившихся под управлением Деникина, надлежит «продолжать свою работу на основании действующих узаконений, …памятуя лишь о благе Российской державы» и руководствуясь указаниями Главнокомандующего.

## Структура
Государственная стража подразделялась на военную и гражданскую. Соответственно часть чинов Стражи числилась на службе по военному ведомству, а часть — по гражданскому. Военное ведомство стражи делилось на три разряда: офицеры Стражи, военные чиновники и стражники. Офицерский корпус Стражи формировался из числа офицеров воинских частей и учреждений Военного и Морского управлений, а также из числа офицеров из запаса и отставки. В виде исключения для службы в военной части могли зачисляться и гражданские лица. Такие должностные лица именовались, как и до революции, военными чиновниками. Зачисленные в Государственную стражу на должности начальников или их помощников в городах и районах городов, а также в городских участках и сельских волостях (приставы) приобретали статус военных чиновников Государственной стражи. Стражниками становились добровольцы или мобилизованные солдаты. Гражданское ведомство включало в себя уголовно-розыскные управления, криминальные и экспертные отделы, канцелярию и другие вспомогательные учреждения. В них служили гражданские чиновники.
Региональные особенности функционирования Государственной стражи устанавливались в соответствии с административным подразделением занятой территории, уровнем благонадежности занятой территории, а также в связи со специфическими условиями деятельности Стражи как службы по охране путей сообщения и других стратегических объектов в тылу. Как правило, территориально Стража подразделялась на губернские (областные), городские и уездные бригады и специальные железнодорожные, портовые и речные части. Части стражи (пешие и конные) находились в двойном подчинении — командующему стражей (через командиров губернских бригад) и местным гражданским начальникам.
Командующим Государственной стражей сначала стал генерал-майор Отдельного корпуса жандармов Л. А. Бардин, затем с 19 сентября 1919 г. — генерал от инфантерии Н. Н. Мартос. Начальником штаба Государственной стражи первоначально был назначен генерал-майор В. Н. Никольский, затем 19 сентября 1919 г. — генерал-майор Савицкий.

## Численность формирований
Наиболее крупными отделениями государственной стражи были Черноморская (1920 чел.), Ставропольская (3342 чел.) и Екатеринославская (1006 чел., в том числе 21 офицеров), а также некоторые губернские бригады. В сентябре 1919 года насчитывалось 20 губернских, краевых и горных бригад общей численностью 77393 человек, не считая железнодорожных, речных и крепостных частей.